# Hlasový rejstřík
Hlasový rejstřík představuje řadu tónů lidského hlasu vytvořených určitým druhem vibrací hlasivek. Mezi tyto rejstříky patří modální hlas, pulzní rejstřík, falzet, a fistule.
Rejstříky vznikají při běžné funkci hrtanu. Dochází k nim, protože v hlasivkám dochází k různým druhům vibrací. Každý druh kmitání probíhá v určitém rozsahu tónů a vytváří určité charakteristické zvuky.
V rámci logopedie má hlasový rejstřík tři složky: určitý druh vibrací hlasivek, určité řady tónů a určitý typ zvuku. I když s tímto stanoviskem souhlasí většina hlasových trenérů a pedagogů, někteří definují hlasový rejstřík volněji než je zvykem ve vědeckých disciplínách. Používají tento termín při popisu různých teorií, které vysvětlují, jak se lidský hlas subjektivně i objektivně mění, když se pohybuje po svém rozsahu tónů. Existuje mnoho různých teorií o hlasových rejstřících v rámci hlasové pedagogiky, což spíše mate a stává se kontroverzním v odvětví zpěvu. Vokální pedagogové používají pojem hlasový rejstřík k označení kteréhokoli jevu z následujících:

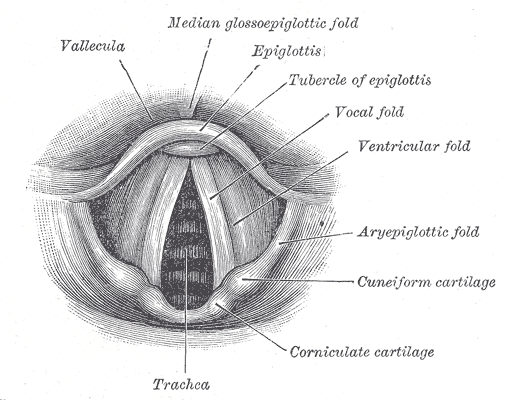
Popsaný anatomický diagram hlasivek: epiglotická valekula, mediální glosoepiglotický záhyb, hrtanová příklopka, vrchol hrtanové příklopky, hlasivková řasa, ventrikulární řasa, aryepiglotická řasa, klínovitá chrupavka (cartilago cuneiformis), příklopková chrupavka (cartilago corniculata), průdušnice (trachea).

- určitou část hlasového rozsahu jako spodní, střední, nebo vyšší rejstřík.
- rezonanční oblast jako hrudní hlas nebo hlavový hlas.
- fonační proces
- určitá barva tónu
- část hlasu definovaná nebo delimitovaná zlomem hlasu.

## Počet hlasových rejstříků
Hlasové rejstříky vznikají z různých druhů vibrací vytvářených v hlasivkách. Výzkum provedený logopedy a vokálními pedagogy ukázal, že hlasivky jsou schopné vytvořit nejméně čtyři různé druhy vibrací, i když je pravda, že všichni lidé nejsou schopni vytvořit všechny druhy. První druh vibrací známe pod pojmem přirozený nebo normální hlas, nebo také modální hlas, což je pojem, který se v současné době používá nejvíce v publikacích pro logopedii i vokální pedagogiku. Při takovémto použití slovo modální znamená přirozenou dispozici nebo způsob činnosti hlasicek. Další tři druhy vibrací jsou známé jako pulzní rejstřík, falzet a fistule. Všechny čtyři rejstříky mají svůj vlastní druh vibrací, vlastní rozsah tónů (i když existuje jistá oblast, kde se tóny překrývají) a vlastní charakteristický zvuk. Podle rozsahu tónů je nejnižším rejstříkem pulzní rejstřík, modální hlas je další, pak následuje falzet a úplně nejvýše se vyskytuje fistule.
Zatímco logopedové a fonetici rozdělují hlas do těchto čtyř rejstříků, vokální pedagogové mají těžkosti se na tomto problému shodnout. Nerozlišující používání slova rejstřík způsobilo zmatky a mnoho kontroverze v pedagogických kruzích ohledně počtu rejstříků lidského hlasu. Tato kontroverze se nevyskytuje v rámci logopedie ani jiných věd, protože v těchto oblastech je na hlasový rejstřík nahlíženo z čistě fyziologického hlediska, které se zabývá funkcí hrtanu. Různí autoři zabývající se uměním zpěvu tvrdí, že v lidském hlase existuje něco od jednoho po sedm rejstříků. Různorodost názorů je v této oblasti docela široká a o ní zatím nepanuje všeobecná shoda. 
Jedna ze zavedených praxí ve vokální pedagogice je rozdělení mužského a ženského hlasu do tří rejstříků. Mužský hlas může být "hrudní", "hlavový" a "falzetová" a ženský může být "hrudní", "střední" a "hlavový". Takovéto rozdělení rejstříků ovšem není přijímáno všeobecně. Mnozí vokální pedagogové viní z toho zmatku špatné používání pojmů "hrudní rejstřík" a "hlavový rejstřík". Tito profesionálové tvrdí, že protože všechny rejstříky vycházejí z funkce hrtanu, pak nemá smysl mluvit o rejstřících vytvářených v hlavě nebo hrudi. Vibrace, které pociťujeme v těchto oblastech jsou jevy rezonance a měly by tedy také být popisovány pojmy, které se vztahují k rezonanci, a ne pojmy patřící k ostatním rejstříkům. Tito vokální pedagogové také preferují pojmy "hrudní" a "hlavový hlas" namísto pojmu rejstřík. Mnohé z problémů, které lidé označují za problémy rejstříku, jsou ve skutečnosti problémy způsobené přizpůsobením rezonance. Tohle také pomáhá vysvětlit mnohost rejstříků, které někteří vokální pedagogové obhajují. Pro potřeby tohoto článku budou problémy spojené s rezonancí zařazené na svou vlastní stránku, protože je jejich používání pokládáno za kontroverzní a neexistuje o něm většinová shoda. Pro více informací viz vokální rezonance.
Zmatky týkající se toho, co je rejstřík a kolik rejstříků existuje, jsou částečně způsobeny kvůli tomu, co se děje s modálním rejstříkem, když člověk zpívá od nejnižšího tónu svého hlasového rejstříku až po ten nejvyšší tón. Frekvence vibrací hlasivek je určena jejich délkou, napětím a objemem. Když tón stoupá, hlasivky se prodlužují, stoupá jejich napětí a zmenšuje se jejich objem. Jinými slovy, všechny tři faktory jsou ve stavu neustálé změny při přechodu od nejnižšího k nejvyššímu tónu.
Pokud se zpěvák snaží udržet kterýkoli z těchto faktorů konstantní a zasahuje do jejich progresicní změny stavu, pak se funkce jeho hrtanu stane statickou a nakonec může dojít ke zlomům, které budou mít vliv na kvalitu tónu. Tyto zlomy se často uvádějí jako hranice rejstříku nebo jako přechodné oblasti mezi rejstříky. Zřetelné změny nebo zlomy mezi rejstříky se nazývají passaggio nebo ponticello. Vokální pedagogové učí, že pokud je zpěvák řádně trénován, pak se může bez námahy pohybovat z rejstříku do rejstříku s lehkostí a konzistentním tónem. Rejstříky se při zpěvu mohou i překrývat. Učitelé, kteří používají tuto teorii "přechodů rejstříků" obvykle svým studentům pomáhají s "přechody" z jednoho rejstříku do druhého tím, že skryjí místo, kde se mění jejich hlas. Cílem výchovy zpěvního hlasu je dosažení takové vyrovnanosti hlasu, že lze hovořit o existenci jediného hlasového rejstříku, sahajícího od tónů nejnižších po nejvyšší.
Nicméně se ale mnoho pedagogů neshodne na rozlišení takovýchto hranic, protože ze vzniku zlomů obviňují vokální problémy, které byly způsobeny statickým hrtanovým přizpůsobením, které neumožňuje, aby se takovéto změny staly. Takovéto rozdílné názory ovlivnily různé pohledy na vokální rejstříky.

## Pulzní rejstřík
Pulzní rejstřík je nejnižší vokální rejstřík a je vytvářen prostřednictvím volného uzavření štěrbiny mezi hlasivkami, což umožní, aby skrze ni vzduch „vybublal“ za pomoci praskání nebo chrastění při velmi nízké frekvenci. Hlavní využití pulzního rejstříku při zpěvu získávání tónů s velmi nízkou frekvencí, které nejdou vytvořit modálním hlasem. Tento rejstřík lze použít terapeuticky, aby došlo ke zlepšení spodní části modálního rejstříku. Tento rejstřík se často nepoužívá při zpěvu kromě skladeb pro mužská kvarteta a skladeb pro ruské sbory a některých stylů lidové hudby pro muže i ženy, u kterých je jeho použití známo.

## Modální hlasový rejstřík
Modální hlas je ten nejobvyklejší rejstřík pro mluvení a zpěv a drtivá většina mluvení i zpěvu se v něm odehrává. Když v tomto rejstříku tón stoupá, hlasivky se prodlužují, zvyšuje se jejich napětí a jejich okraje se ztenčují. Dobře vyškolený zpěvák nebo mluvčí může v modální registru vytvářet hlas v rozsahu dvou a více oktáv s konzistentním vytvářením, krásou tónu, dynamickou škálou a vokální svobodou. Tohle je možné pouze v případě, že se zpěvák nebo mluvčí vyhýbá statickým hrtanovým úpravám a umožní tedy, aby byl postup z dolní do horní části rejstříku pečlivě odstupňovaným kontinuem.

## Falzet
Falzet leží nad modálním hlasovým rejstříkem a překrývá se s ním přibližně o jednu oktávu. Charakteristický zvuk falzetu je v podstatě dýchavičný[zdroj⁠?!] a podobné zvukům flétny nebo píšťaly s několika přítomnými podtóny. Muži i ženy mohou vytvářet hlas v registru falzetu. Zásadní rozdíl mezi modálním rejstříkem a falzetem spočívá v množství a druhu zapojení hlasivek. Hlas je při falzetu vytvářen vibracemi vazivových okrajů hlasivek, zcela nebo částečně, a hlavní část hlasivek je více či méně uvolněná. Na rozdíl od falzetu se na vytváření modálního hlasu podílí celé hlasivky s hlasivkovou štěrbinou, která se otevírá prvně dole a pak nahoře. Falzet je také omezenější v dynamických odchylkách a kvalita tónu, než je tomu u modálního hlasu.

## Fistule
Fistule je nejvyšší rejstřík lidského hlasu. Fistule, jejíž název se také spojuje s flétnou, je takhle nazvána, protože tóny vytvářené v tomto rejstříku se podobají horním tónům vytvářených flétnou, zatímco modální rejstřík mívá teplejší, méně pronikavé zabarvení. Ženy všech typů hlasu jsou schopny používat fistuli. Za pomoci správného pěveckého školení je možné, aby se u většiny žen rozvinula tuto část hlasu, ale některé ženy toho nejsou schopny. U mužů s hlasem typu kontratenoru a tenoru se může rozvinout tato část hlasu za pomoci řádného vokálního tréninku a děti mohou také vytvářet hlas ve fistuli.

## Další literatura
- (anglicky) **VAN DEN BERG, J.W. Vocal Ligaments versus Registers. The NATS Bulletin. December 1963, s. 18.

V tomto článku byl použit překlad textu z článku Vocal register na anglické Wikipedii.